# Manoir de la Baronnie (Marcei)
Ne doit pas être confondu avec Domaine de la Baronnie (Douvres-la-Délivrande).
Le manoir de la Baronnie est un édifice situé à Boischampré, en France.

## Localisation
Le monument est situé dans le département français de l'Orne, à l'ouest du petit bourg de Marcei, commune déléguée de Boischampré depuis 2015.

## Architecture
Les façades et les toitures sont inscrites au titre des monuments historiques depuis le 23 mars 1972.